# Список улиц и площадей I округа Парижа

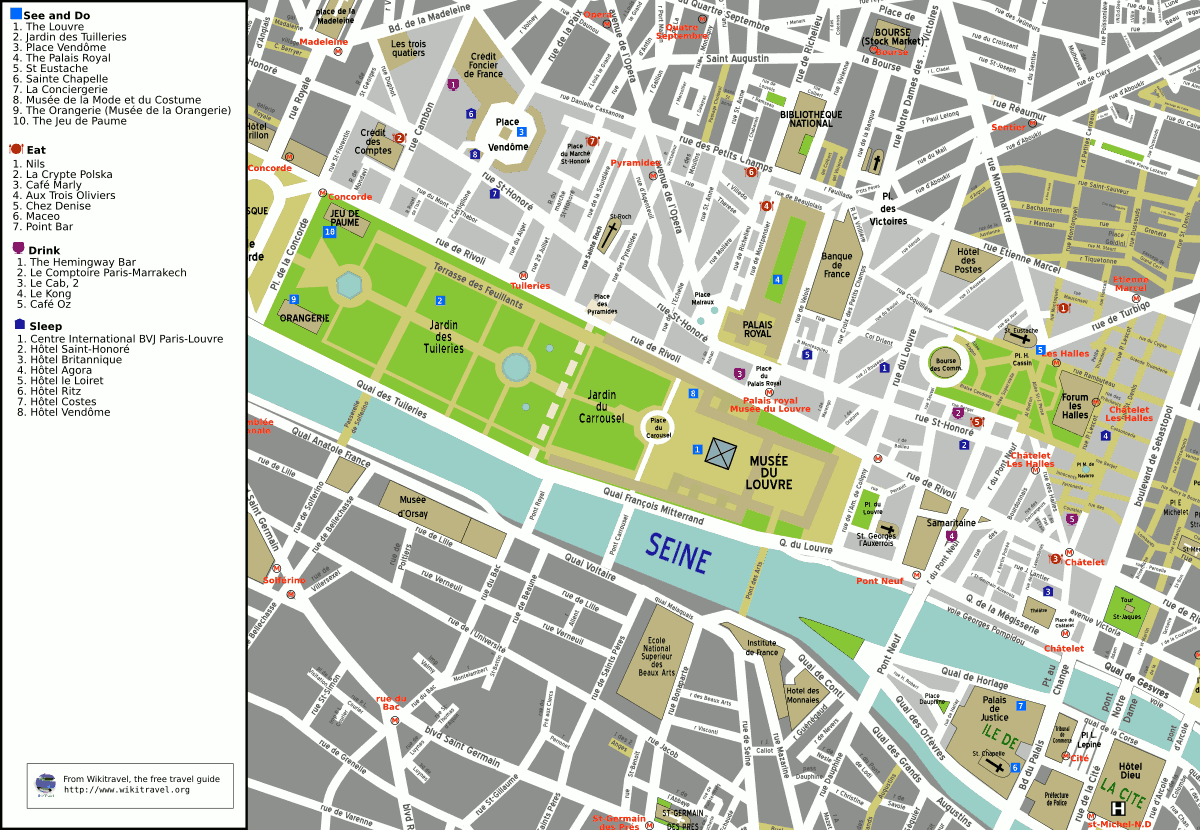
План 1-го городского округа Парижа

Список улиц и площадей 1-го округа Парижа включает городские улицы, площади и прочие проезжие и пешеходные пути первого округа столицы Франции — Парижа.
Источником информации является французский «Словарь названий улиц» Бернара Стефана (Stéphane, Bernard. Dictionnaire des noms de rues. — Mengès, 2005. — 786 с.). Для случаев именований и переименований после 2005 года — информация взята на сайте парижской мэрии.

## Список

### Обычные проездные и пешеходные дороги

#### A
| Французское название       | Русская транскрипция      | Возможный перевод       | Дата названия | Происхождение названия |
| -------------------------- | ------------------------- | ----------------------- | ------------- | --- |
| Rue Adolphe-Jullien        | рю адо́льф-жюлье́н          | ул. Адольфа Жюльена     | 1903          | В честь инженера-железнодорожника Адольфа Жюльена (1803—1873).                                                              |
| Rue d’Alger                | рю дальже́                 | Алжирская ул.           | 1832          | В честь взятия французами города Алжира в 1830 году.                                                                        |
| Rue de l’Amiral-de-Coligny | рю дё лямира́ль-дё-колиньи́ | ул. адмирала де Колиньи | 1972          | В честь адмирала де Колиньи (1519—1572), одного из вождей французских гугенотов во время Религиозных войн.                  |
| Allée André-Breton         | алле андрэ-брёто́н         | аллея Андре Бретона     | 1984          | В честь писателя, поэта и основоположника сюрреализма Андре Бретона (1896—1966).                                            |
| Place André-Malraux        | пляс андрэ-мальро́         | пл. Андре Мальро        | 1976          | В честь писателя и политика Андре Мальро (1901—1976).                                                                       |
| Passage Antoine-Carême     | паса́ж антуа́н-карэм        | проулок Антуана Карема  |               | В честь прославленного повара и кулинара Антуана Карема (1784—1833).                                                        |
| Rue de l’Arbre-Sec         | рю дё лярбр-сэк           | ул. Засохшего дерева    |               | По названию гостиного двора с трактиром, существовавшего с 1300 года и служившего остановкой для паломников в Святую землю. |
| Rue d’Argenteuil           | рю даржантёй              | Аржантёйская ул.        |               | Часть бывшего большака в направлении Аржантёя.                                                                              |
| Pont des Arts              | пон дэз-ар                | мост Искусств           |               | По названию Лувра, одно время именовавшегося Дворцом Искусств.                                                              |

#### B
| Rue Baillet             | рю байе́           | ул. Байе             | 1360         | По имени серебряных дел мастера на службе у будущего Карла V; мастер был убит 4 января 1358 года (см. Парижское восстание). |
| Rue Bailleul            | рю байёль         | Байёльская ул.       | 1423         | По имени парижского клерка Роберта Байёля (Robert Bailleul), жившего в XV веке.                                             |
| Rue Baltard             | рю бальта́р        | ул. Бальтара         | 1985         | В честь архитектора Виктора Бальтара (1805—1874).                                                                           |
| Rue Basse               | рю бас            | Нижняя ул.           | 1996         | |
| Passage de Beaujolais   | пассаж дё божоле́  | проход Божоле        | 1812         | См. ниже |
| Rue de Beaujolais       | рю дё божоле      | ул. Божоле           | 1814         | Носит имя графа Божоле — младшего сына Филиппа Эгалите, которому принадлежал Пале-Рояль.                                    |
| Rue Berger              | рю берже́          | ул. Берже            | 1864         | Носит имя парижского префекта Жан-Жака Берже (1791—1859), предшественника барона Османа.                                    |
| Rue Bertin-Poirée       | рю берте́н-пуарэ   | ул. Бертена Пуаре́    | 1240         | Возможно по имени владельца дома на этой улице в XIII веке.                                                                 |
| Allée Blaise-Cendrars   | алле блез-сандра́р | аллея Блеза Сандрара | 1985         | В честь швейцарско-французского писателя Блеза Сандрара (1887—1961).                                                        |
| Rue des Bons-Enfants    | рю дэ бонз-анфа́н  | ул. Добрых Детей     | XIV век      | По названию коллежа, существующего с 1208 года.                                                                             |
| Rue Boucher             | рю буше́           | ул. Буше́             | 1776         | По имени оруженосца Пьера Буше, парижского эшевена в 1773—1778 гг.                                                          |
| Rue du Bouloi           | рю дю булуа́       | ул. Игры в шары      | сер. XVII в. | Уже в XVI веке в этом месте играли в шары (jeu de boules).                                                                  |
| Impasse des Bourdonnais | анпа́с дэ бурдонэ  | Бурдонов переулок    | 1808         | По имени трёх братьев Бурдонов из XIII века (Adam Bourdon, Guillaume Bourdon и Sire-Guillaume Bourdon).                     |
| Rue des Bourdonnais     | рю дэ бурдонэ     | Бурдонова ул.        | 1852         | По имени трёх братьев Бурдонов.                                                                                             |

#### C
| Rue Cambon                       | рю камбо́н                 | ул. Камбона                | 1879     | В честь председателя Конвента Жозефа Камбона (1754—1820). |
| Rue des Capucines                | рю дэ капюси́н             | ул. Капуцинок              | 1700     | Из-за соседства с монастырём капуцинок (couvent des Capucines; с 1604).                                                                                                |
| Place du Carrousel               | пляс дю карузе́ль          | Каррузельная пл.           | 1662     | В честь блестящего турнира, организованного в этом месте Людовиком XIV 5-7 июня 1662 года, с популярным в том веке конно-военным состязанием «каррузель».              |
| Pont du Carrousel                | пон дю карузель           | мост Каррузель             | 1834     | Вблизи Каррузельной площади (см. выше). |
| Rue de Castiglione               | рю дё кастильо́н           | Кастильонская ул.          | 1802     | В память победы генерала Бонапарта над австрийцами 5 авг. 1796 под Кастильоне, Ломбардия.                                                                              |
| Rue Catinat                      | рю катина́                 | ул. Катина́                 | 1847     | В честь маршала Франции Николя Катина́ (1637—1712). |
| Pont au Change                   | пон о-шанж                | мост Менял                 | 1647     | Возведён вместо двух мостов: Менял (aux Changeurs) и Торгового (Pont-Marchand), и своим названием обязан первому.                                                      |
| Place du Châtelet                | пляс дю шатле́             | площадь Шатле              | 1808     | На месте снесённого в 1802 году замка Большой Шатле, где вершили правосудие и в последние годы была тюрьма.                                                            |
| Rue du Chevalier-de-Saint-George | рю дю шёвалье́-дё-сан-жорж | улица Шевалье де Сен-Жоржа | 2002     | Улица, носившая с 1807 года имя человека, восстановившего рабство на Гваделупе, переименована в 2002 году в честь уроженца Гваделупы шевалье де Сен-Жоржа (1745—1799). |
| Rue Clémence-Royer               | рю клема́нс-руайе́          | ул. Клеманс Ройе́           | 1904     | В честь просвещённой женщины-философа Клеманс Ройе (1830—1902). |
| Place Colette                    | пляс коле́т                | пл. Коле́тт                 | 1966     | В честь писательницы, одной из звёзд Прекрасной эпохи, Сидони Габриэль, известной как Колетт (1873—1954).                                                              |
| Rue du Colonel-Driant            | рю дю колоне́ль-дрия́н      | ул. Полковника Дриана      | 1926     | В честь полковника Эмиля Дриана (1855—1916). |
| Rue Coq-Héron                    | рю кок-эро́н               | ул. Петух-Цапля            | XIII век | По вывеске заведения, существовавшего в XIII веке. |
| Rue Coquillière                  | рю кокийе́р                | Кокийерова ул.             | до 1292  | По имени богача Пьера Кокийе (Pierre Coquillier), владельца земли в XIII веке.                                                                                         |
| Rue de la Cossonnerie            | рю дё ля косонри́          |                            | XII век  | «Cossonnerie» — от слова «cosson». |
| Rue Courtalon                    | рю куртало́н               | Курталонская ул.           | 1428     | По имени владельца нескольких домов в XV веке. |
| Rue Croix-des-Petits-Champs      | рю круа-дэ-пёти́-шан       | ул. Креста в Лужках        | XVII век | На улице Лужки (rue des Petits-Champs) в 1420 году был возведён крест, в 1633 году перенесённый к дому 14 и давший новое название улице.                               |
| Rue du Cygne                     | рю дю синь                | ул. Лебедя                 | XIII век | По вывеске заведения, существовавшего в XIII веке. |

#### D
| Rue Danielle-Casanova      | рю даниэль-казанова́ | ул. Даниэллы Казанова  | 1944          | В честь депортированной участницы Сопротивления Даниэллы Казанова (1909—1943).                                                    |
| Place Dauphine             | пляс дофи́н          | площадь Дофина         | 1607          | В честь дофина, будущего короля Людовика XIII.                                                                                    |
| Rue des Déchargeurs        | рю дэ дэшаржёр      | ул. Разгрузчиков       | XV век        | Из-за близости когда-то существовавшего Центрального рынка.                                                                       |
| Rue des Deux-Boules        | рю дэ дё-буль       | ул. Дэ-Дё-Буля         | нач. XVIII в. | По вывеске заведения, в середине XVI века называвшегося «Гийом Порэ, прозванный Дё-Буль» (Guillaume Porée, dite des Deux Boules). |
| Place des Deux-Écus        | пляс дэ дёз-экю́     | пл. Двух-Экю           | 1912          | На месте исчезнувшей в 1860—1888 годах улицы Двух-Экю, известной уже в 1325 году и именовавшейся по уличной вывеске.              |
| Passage des Deux-Pavillons | паса́ж дэ дё-павийон | проход Двух Павильонов | 1819          | Меж двух квадратных домиков-павильонов.                                                                                           |
| Rue Duphot                 | рю дюфо́             | ул. Дюфо               | 1807          | В честь генерала революционной Франции Леонара Дюфо (1770—1798).                                                                  |

#### E
| Rue de l'Échelle    | рю дё леше́ль     | ул. Позорного Столба | 1633 | Из-за стоявшего здесь позорного столба (échelle patibulaire).      |
| Place de l'École    | пляс дё леко́ль   | ул. Школьная         | 1413 | Деформированное слово «scala», означавшее разметку на берегу Сены. |
| Rue Édouard-Colonne | рю эдуа́р-коло́н   | ул. Эдуара Коло́нна   | 1912 | В честь скрипача и дирижёра Эдуара Колонна (1838—1910).            |
| Rue Étienne-Marcel  | рю этье́н-марсе́ль | ул. Этьена Марселя   | 1881 | В честь главы парижских купцов Этьена Марселя (1310—1358).         |

#### F
| Allée Federico-Garcia-Lorca | але́ федерико-гарсья́-лорка́ | аллея Федерико Гарсии Лорки  | 1985 | В честь испанского поэта и драматурга Федерико Гарсии Лорки (1899—1936).                                                                                        |
| Cour des Fermes             | кур дэ ферм               | двор Ферм                    | 1891 | На месте существовавшего hôtel des Fermes, до 1690 года называвшегося hôtel des Dames.                                                                          |
| Rue de la Ferronnerie       | рю дё ля феронри́          | ул. Художественной Ковки     | 1229 | После указа Людовика IX от 1229 года, разрешавшего мастерам ковки открывать мастерские на улице колесников (rue des Charrons), она постепенно сменила название. |
| Rue Française               | рю франсэз                | ул. Французская              | 1881 | Называлась rue Saint-François, позже просто Françoise, — последнее слово приняло форму Française.                                                               |
| Quai François-Mitterrand    | ке франсуа́-митера́н        | набережная Франсуа Миттерана | 2003 | В честь президента Французской республики Франсуа Миттерана (1916—1996).                                                                                        |

#### G
| Avenue du Général-Lemonnier | авеню́ дю женера́ль-лёмонье́ | пр-т Генерала Лемонье́ | 1957     | В честь участника двух мировых войн, генерала Эмиля Лемонье (1893—1945).                                                             |
| Voie Georges-Pompidou       | вуа жорж-помпиду́          | трасса Жоржа Помпиду  | 1976     | В честь президента Французской республики Жоржа Помпиду (1911—1974).                                                                 |
| Impasse Gomboust            | анпас гонбу́ст             | проулок Гомбуста      |          | см. ниже |
| Rue Gomboust                | рю гонбу́ст                | ул. Гомбуста          | 1864     | В честь парижского картографа Жака Гомбуста (ок. 1616—1663), опубликовавшего в 1652 году план Парижа, известный как «план Гомбуста». |
| Rue de la Grande-Truanderie | рю дё ля гранд-трюандри́   | ул. Великого Сброда   | XIII век | По месту большого скопления представителей нищего и преступного мира (truands).                                                      |

#### H
| Rue des Halles    | рю дэ-аль     | ул. Торговых Рядов     | 1854 | Из-за соседства с бывшим Центральным рынком Парижа.                                               |
| Rue de Harlay     | рю дё арле́    | ул. Ашиля де Арле́      | 1607 | Носит имя первого президента парижского парламента Ашиля де Арле(1536—1616).                      |
| Rue Henri-Robert  | рю анри́-робэр | ул. Анри-Робера        | 1948 | В честь прославленного адвоката Анри-Робера (1863—1936).                                          |
| Rue Hérold        | рю эро́льд     | ул. Фердинана Герольда | 1881 | В честь парижского композитора Фердинана Герольда (1793—1833).                                    |
| Quai de l’Horloge | ке дё лорло́ж  | набережная Часов       | 1611 | По соседству с Часовой башней Парижа, где до сих пор действуют первые уличные часы города (1370). |
| Passage Hulot     | паса́жюло́      | Юловский проулок       | 1787 | По имени владельца земли в XVIII веке.                                                            |

#### I
| Rue des Innocents | рю дэз-иноса́н | ул. Невинных | 1786 | На месте бывшего кладбища Невинных, снесённого в 1786 году. |

#### J
| Passage des Jacobins      | паса́ж дэ жакоба́н    | проулок Якобинцев     | 2002     | В память существовавшего в квартале монастыря якобинцев, давшего также название политической группировке Французской революции.                                                                                    |
| Rue Jean-Jacques-Rousseau | рю жан-жак-русо́     | ул. Жан-Жака Руссо    | 1791     | В честь писателя и мыслителя Жан-Жака Руссо (1712—1778). |
| Rue Jean-Lantier          | рю жан-лантье́       | ул. Жана Лантье       | XIII век | По имени богача XIII века Жана Луантье (Jean Lointier), чья фамилия превратилась в Лантье (Lantier). |
| Rue Jean-Tison            | рю жан-тизо́н        | ул. Жана Тизона       | 1203     | По имени богатого горожанина XIII века. |
| Place Joachim-du-Bellay   | пляс жоаша́н-дю-беле́ | пл. Жоашена Дю Белле  | 1985     | В честь поэта Жоашена Дю Белле (1522—1560). |
| Rue du Jour               | рю дю жур           | Дневная ул.           |          | У короля Карла V был здесь особняк, про который говорили «séjour du roi», после смерти короля в 1380 году улица получила название rue du Séjour, но с течением времени в её названии стёрлись две начальные буквы. |
| Allée Jules-Supervielle   | але жюль-сюпервье́ль | аллея Жюля Сюпервьеля | 1984     | В честь поэта и прозаика Жюля Сюпервьеля(1884—1960). |

#### L
| Rue de La Sourdière                  | рю де ля сурдье́р              | ул. Ла-Сурдьера               | после 1663 | На месте бывшего конного манежа, возведённого sieur de La Sourdière. |
| Rue La Feuillade                     | рю ля фёйя́д                   | ул. Ла Фейад                  | 1886       | В честь маршала Франции Франсуа Обюссона де Ла Фейада (1631—1691). |
| Rue de La Reynie                     | рю дё ля рени́                 | ул. де Ла-Рени                | 1822       | В честь первого главы парижской полиции Габриэля Николя де Ла-Рени (1625—1709). |
| Rue La Vrillière                     | рю ля врийе́р                  | ул. Ла Врийер                 | до 1652    | По названию особняка hôtel de La Vrillière (1640), возведённого Мансаром для Луи Филипо де Ла Врийера (1705—1777), ныне одного из зданий Банка Франции, сохранившего из его интерьеров лишь «Золочёную галерею».                                        |
| Rue des Lavandières-Sainte-Opportune | рю дэ лавандье́р-сант-опортю́н  | ул. Прачек-Сент-Опортюн       | после 1244 | Близко к Сене здесь селились прачки (lavandières), давшие имя улице уже в 1244 году; позже добавилось название ныне исчезнувшей церкви Sainte-Opportune.                                                                                                |
| Passerelle Léopold-Sédar-Senghor     | пасре́ль леопо́льд-седа́р-сенго́р | мост Леопольда Седара Сенгора | 2006       | Бывший мост Сольферино переименован в 2006 году в честь первого президента Сенегала Леопольда Седара Сенгора (1906—2001). |
| Place du Lieutenant-Henri-Karcher    | пляс дю льётна́-анри́-карше́р    | пл. Анри Каршера              |            | В честь участника «Сражающейся Франции», хирурга Анри Каршера (1908—1983). |
| Passage des Lingères                 | паса́ж дэ ланже́р               | проулок Белошвеек             | 1985       | По названию исчезнувших ворот (porte des Lingères), места сбора белошвеек (lingères). |
| Rue de la Lingerie                   | рю де ля ланжри́               | Бельевая ул.                  | XIII век   | Парижские белошвейки (lingères) имели право продавать здесь бельё вдоль стены бывшего кладбища Невинных. |
| Rue des Lombards                     | рю дэ ломба́р                  | ул. Ломбардцев                | 1652       | Нынешняя улица, проложенная в 1877 году, не совпадает с первоначальной, получившей название в 1652 году по названию выходцев из Ломбардии, ссужавших деньги под проценты ещё со времён Филиппа Августа и исчезнувших как частная профессия в 1777 году. |
| Allée Louis-Aragon                   | але́ луи́-араго́н                | аллея Луи Арагона             | 1985       | В честь поэта Луи Арагона (1897—1982). |
| Place du Louvre                      | пляс дю лувр                  | Луврская пл.                  | 1854       | По названию Лувра. |
| Port du Louvre                       | пор дю лувр                   | Луврский порт                 | 1905       | См. выше |
| Quai du Louvre                       | ке дю лувр                    | Луврская наб.                 | 1868       | См. выше |
| Rue du Louvre                        | рю дю лувр                    | Луврская ул.                  | 1854       | См. выше |

#### M
| Boulevard de la Madeleine    | бульва́р дё ля мадле́н     | бульв. Мадлен               |      | По названию церкви Мадлен. |
| Place du Marché-Saint-Honoré | пляс дю марше́-сант-онорэ | пл. Рынка-Сент-Оноре        | 1826 | По названию бывшего рынка Сент-Оноре (1810—1959); в 1946—1950 годы именовалась пл. Робеспьера.                                                                                    |
| Rue du Marché-Saint-Honoré   | рю дю марше́-сант-онорэ   | ул. Рынка-Сент-Оноре        | 1826 | См. выше |
| Rue de Marengo               | рю дё маренго́            | ул. Маренго                 | 1854 | В честь победы генерала Бонапарта над австрийцами под итальянским городом Маренго 14 июня 1800 года (см. Битва при Маренго).                                                      |
| Place Marguerite-de-Navarre  | пляс маргёри́т-дё-нава́р   | ул. Маргариты Наваррской    | 1985 | В честь принцессы, сестры короля Франциска I, одной из первых женщин-писательниц во Франции Маргариты Наваррской (1492—1549).                                                     |
| Rue Mauconseil               | рю моконсе́й              | ул. Моконсей                | 1250 | Возможно, но не точно, что существовал сеньор de Mauconseil; в революционные годы (1792—1806) именовалась de Bon-Conseil, а революционеры, как известно, ненавидели аристократов. |
| Place Maurice-Barrès         | пляс мори́с-барэс         | ул. Мориса Барреса          | 1924 | В честь писателя Мориса Барреса (1862—1923). |
| Place Maurice-Quentin        | пляс мори́с-канта́н        | ул. Мориса Кантена          | 1962 | В честь муниципального работника 1-го округа с 1900 по 1940 годы Мориса Кантена (1870—1955).                                                                                      |
| Quai de la Mégisserie        | ке дё ля межисри́         | наб. Дубления лайковой кожи | 1370 | По месту работы кожевников, выделывавших здесь лайку (mégissiers) с XIII века до 1673 года, когда они переселились на берега парижской Биевры.                                    |
| Place Mireille               | пляс мире́й               | ул. Мирей                   | 2008 | В честь парижанки, композитора, певицы и актрисы Mireille Hartuch, более известной как Мирей (1906—1996).                                                                         |
| Rue Molière                  | рю молье́р                | ул. Мольера                 | 1867 | В честь драматурга и актёра Мольера (1622—1673). |
| Passage Mondétour            | паса́ж мондэту́р           | проулок Мондетур            |      | Вблизи улицы Мондетур. |
| Rue Mondétour                | рю мондэту́р              | ул. Мондетур                | 1820 | Уже при Людовике Сварливом, ок. 1320 года, улица называлась rue Gerard de Maudestour; слово меняло своё правописание, приняв нынешнюю форму в 1820 году.                          |
| Rue de Mondovi               | рю дё мондови́            | ул. Мондови                 | 1796 | В честь победы армии Бонапарта 21 апреля 1796 года над австрийцами у итальянского местечка Мондови (см. Bataille de Mondovi).                                                     |
| Rue de la Monnaie            | рю дё ля монэ            | Монетная ул.                | 1387 | По месту монетного двора, возведённого в начале XIV века и снесённого в 1774 году.                                                                                                |
| Rue Montesquieu              | рю монтескьё             | ул. Монтескьё               | 1796 | По имени писателя и мыслителя Монтескьё (1689—1755). |
| Rue Montmartre               | рю монма́ртр              | ул. Монмартр                | 1200 | По названию Монмартрских городских ворот, за которыми находился пригород старого Парижа — Монмартр.                                                                               |
| Rue Montorgueil              | рю монторгёй             | ул. Монторгёй               | 1792 | По названию холма, в XV веке именовавшегося mont Orgueilleux. |
| Rue de Montpensier           | рю дё монпансье́          | ул. Монпансье               | 1784 | По имени Антуана Филиппа Орлеанского, герцога Монпансье (1775—1807) — второго сына Филиппа Эгалите, которому принадлежал Пале-Рояль, вдоль которого проложили улицу.              |
| Rue du Mont-Thabor           | рю дю мон-табо́р          | ул. Мон-Фавор               | 1802 | В честь победы армии Бонапарта 17 апреля 1799 года над тюрками и арабами возле израильской горы Фавор (см. Сражение у горы Табор).                                                |
| Rue des Moulins              | рю дэ муля́н              | Мельничная ул.              | 1624 | По названию когда-то существовавшего Мельничного холма (butte aux moulins), искусственно возведённого в 1536 году и исчезнувшего при застройке окружных кварталов (ок. 1680).     |

#### N
| Pont Neuf | пон нёф | Новый мост | 1607 | Пятый по счёту мост, возведённый в Париже, и первый, не застроенный домами и с тротуарами, защищавшими пешеходов от грязи и лошадей, — в ту эпоху совершенно «новый». |

#### O
| Avenue de l’Opéra       | авеню́ дё лопера́       | Оперный пр-т                | 1873         | С возведением Оперы Гарнье (1862—1874) avenue Napoléon (с 1864) сменило название.                                                                                              |
| Rue de l’Oratoire       | рю дё лоратуа́р        | ул. Оратории                | 1789         | По названию Оратории Лувра — церкви, возведённой ораторианцами в 1621 году, ныне протестантского храма.                                                                        |
| Quai des Orfèvres       | ке дэз орфе́вр         | наб. Орфевр / наб. Ювелиров | нач. XVII в. | По месту работы ювелирных (золотых и серебряных) дел мастеров (orfèvres). |
| Rue des Orfèvres        | рю дэз орфе́вр         | ул. Ювелиров                | 1886         | Корпорация ювелиров возвела на этой улице в 1550 году часовню их патрона Сент-Элуа, с 1636 до 1886 улица именовалась «ул. Часовни Ювелиров» (rue de la Chapelle aux Orfèvres). |
| Rue de l’Orient-Express | рю дё лорья́нт-экспре́с | ул. Восточного экспресса    | 1996         | По названию кинотеатра на этой улице — «UGC Orient-Express» (с 1983), носящего имя легендарного поезда «Восточный экспресс».                                                   |

#### P
| Boulevard du Palais                       | бульва́р дю пале́                | Дворцовый бульв.                    | 1864    | От Дворца правосудия. |
| Place du Palais-Royal                     | пляс дю пале́-руая́ль            | Пале-Рояльская пл.                  | 1648    | Одна из трёх площадей возле Пале-Рояля. |
| Rue du Pélican                            | рю дю пелика́н                  | Пеликанская ул.                     |         | В XIV веке улица проституток называлась rue du Poil-au-con, слово трансформировалось в Pélican. |
| Rue Perrault                              | рю перо́                        | ул. Перро                           | 1867    | В честь старшего брата всемирно известного сказочника Шарля Перро (1628—1703) — парижского медика, учёного и архитектора Клода Перро (1613—1688). |
| Rue de la Petite-Truanderie               | рю дё ля пёти́т-трюандри́        | ул. Малого Сброда                   |         | По месту скопления представителей нищего и преступного мира (truands). |
| Rue des Petits-Champs                     | рю дэ пёти́-шан                 | ул. Лужки                           | 1881    | Открыта в 1634 году как ул. Bautru, в 1640 году переименована в Neuve-des-Petits-Champs, потому что продолжала бывшую ул. des Petits-Champs, превратившуюся в Croix-des-Petits-Champs в 1881 году, — из-за чего des Petits-Champs и потеряла слово «Neuve». |
| Place Pierre-Emmanuel                     | пляс пьер-эманюэль             | ул. Пьера Эмманюэля                 | 1985    | В честь поэта Пьера Эмманюэля (1916—1984). |
| Rue Pierre-Lescot                         | рю пьер-леско́                  | ул. Пьера Леско                     | 1852    | В честь парижского архитектора Пьера Леско (1510—1578). |
| Rue du Plat-d'Étain                       | рю дю пля-дэта́н                | ул. Оловянного блюда                | 1489    | От уличной вывески. |
| Place du Pont-Neuf                        | пляс дю пон-нёф                | пл. Нового моста                    | 1789    | Переименована революционерами, до этого пл. Генриха IV. |
| Rue du Pont-Neuf                          | рю дю пон-нёф                  | ул. Нового моста                    | 1867    | Ведёт к Новому мосту. |
| Passage Potier                            | паса́ж потье́                    | проулок Потье                       |         | По имени актёра Потье (Charles-Gabriel Potier; 1774—1838), жившего в квартале в 1820—1825 годы. |
| Rue des Prêcheurs                         | рю дэ прэшёр                   | Прешёровых ул.                      | до 1184 | По дому Робера ле Прешёра (Robert le Prêcheur) во второй половине XII века. |
| Rue des Prêtres-Saint-Germain-l’Auxerrois | рю дэ прэтр-сан-жерман-лёсеруа́ | ул. Священников Сен-Жермен-л’Осеруа |         | По существовавшему в XIII—XIX веках приходскому дому (presbytère) священников, проводивших службы в церкви Сен-Жермен-л’Осеруа. |
| Rue des Prouvaires                        | рю дэ прувэр                   | ул. Пастырей                        |         | Prouvaires (provaires) — устаревшее prêtres, священники; здесь священники церкви Сент-Эсташ. |
| Place des Pyramides                       | пляс дэ пирами́д                | пл. Пирамид                         | 1802    | В честь победы армии Бонапарта в Египте 21 июля 1798 года над турецко-египетскими войсками (см. Битва у пирамид). |
| Rue des Pyramides                         | рю дэ пирами́д                  | ул. Пирамид                         | 1802    | См. выше |

#### R
| Rue Radziwill                  | рю радзиви́ль            | ул. Радзивилла           | 1782 | По имени основателя улицы — польско-литовского князя Кароля Радзивилла (1734—1790). |
| Rue Rambuteau                  | рю рамбюто́              | ул. Рамбюто              | 1838 | Носит имя сенского префекта графа Рамбюто (1781—1869), проложившего эту широкую (в его эпоху) улицу и сделавшего много полезного для столицы. |
| Passage de la Reine-de-Hongrie | паса́ж дё ля рен-д-онгри́ | проулок Королевы Венгрии | 1770 | По прозвищу красавицы Жюли Бешёр (Julie Bêcheur), однажды попавшей в Версаль с петицией от торговок Городского рынка; её сходство с матерью королевы — Марией Терезией, королевой Венгрии — удивило Марию-Антуанетту, но позже стоило жизни Жюли, а также хозяину проулка, отправленным на эшафот в 1792 году. |
| Place René-Cassin              | пляс рёнэ-каса́н         | площадь Рене Кассена     | 1985 | В честь юриста Рене Кассена (1887—1976). |
| Rue de La Reynie               | рю дё ля рени́           | ул. де Ла-Рени           | 1822 | В честь первого главы парижской полиции Габриэля Николя де Ла-Рени (1625—1709). |
| Passage de Richelieu           | паса́ж дё ришельё        | проулок Ришельё          | 1877 | См. ниже. |
| Rue de Richelieu               | рю дё ришельё           | ул. Ришельё              | 1634 | По имени кардинала Ришельё (1585—1642). |
| Rue de Rivoli                  | рю дё риволи́            | улица Риволи             | 1804 | В честь победы армии Бонапарта над австрийцами 14 января 1797 года возле итальянского города Риволи в провинции Вероны (см. Битва при Риволи). |
| Rue de Rohan                   | рю дё роа́н              | ул. де Рогана            | 1781 | В честь кардинала де Рогана (1734—1803). |
| Rue Rouget-de-L’Isle           | рю руже́-дё-лиль         | ул. Руже де Лиля         | 1879 | В честь автора «Марсельезы» — Руже де Лиля (1760—1836). |
| Rue du Roule                   | рю дю руль              | ул. Дю-Руль              | 1690 | Нет точных данных; возможно от названия бывшего предместья Руль. |
| Pont Royal                     | пон руая́ль              | Королевский мост         | 1689 | Обязан названием королю Людовику XIV, оплатившему его возведение (1685—1689) вместо предыдущего деревянного, существовавшего с 1632 года. |

#### S
| Rue Saint-Denis               | рю сан-дёни́            | ул. Сен-Дени            |      | Линия римской дороги в направлении Сен-Дени и базилики Сен-Дени (1144).                                            |
| Rue Sainte-Anne               | рю сант-ан             | ул. Св. Анны            | 1633 | По имени королевы Анны Австрийской (1601—1666).                                                                    |
| Place Sainte-Opportune        | пляс сант-опортю́н      | пл. Сент-Опортюн        | 1725 | По названию стоявшей здесь церкви Сент-Опортюн, снесённой в революционном 1792 году.                               |
| Rue Sainte-Opportune          | рю сант-опортю́н        | ул. Сент-Опортюн        | 1836 | См. выше. |
| Impasse Saint-Eustache        | анпа́с сант-оста́ш       | переулок Сент-Эсташ     |      | Ведёт к северным воротам церкви Сент-Эсташ (1532—1642).                                                            |
| Rue Saint-Florentin           | рю сан-флоранта́н       | ул. Сен-Флорантен       | 1768 | По особняку графа Saint-Florentin, возведённому в 1767—1769 годах за счёт городской казны.                         |
| Rue Saint-Germain-l’Auxerrois | рю сан-жерма́н-лёсеруа́  | ул. Сен-Жермен-л’Осеруа | 1450 | Наследие римской дороги из Лютеции в Нантер; по названию церкви Сен-Жермен-л’Осеруа.                               |
| Rue Saint-Honoré              | рю сант-онорэ          | ул. Сент-Оноре          | 1865 | По названию двух снесённых городских ворот (porte Saint-Honoré).                                                   |
| Rue Saint-Hyacinthe           | рю сан-яса́нт           | ул. Св. Гиацинта        | 1807 | В память католического святого — Св. Гиацинта (1183—1257).                                                         |
| Allée Saint-John-Perse        | але сан-джон-перс      | аллея Сен-Жон Перса     | 1984 | В честь поэта и дипломата Сен-Жон Перса (1887—1975).                                                               |
| Pont Saint-Michel             | пон сан-мише́ль         | мост Сен-Мишель         | 1424 | Нынешний каменный мост возведён в 1857 году.                                                                       |
| Passage Saint-Roch            | паса́ж сан-рок          | проулок Св. Роха        | 1749 | См. ниже. |
| Rue Saint-Roch                | рю сан-рок             | ул. Св. Роха            | 1879 | По названию церкви Св. Роха, возведённой в 1653—1740 годы.                                                         |
| Rue Sauval                    | рю сова́ль              | ул. Соваля              | 1865 | По имени парижского историка Анри Соваля (1623—1676).                                                              |
| Boulevard de Sébastopol       | бульва́р дё себастопо́ль | Севастопольский бульвар | 1855 | В честь победного взятия Севастополя франко-британскими войсками (9 сент. 1855), положившего конец Крымской войне. |

#### T
| Rue Thérèse               | рю тэрэ́з            | ул. Терезии       | 1692 | В честь королевы Марии Терезии Испанской (1638—1683); старая улица разнилась с нынешней, проложенной в 1880 году.                                                                                  |
| Impasse des Trois-Visages | анпа́с дэ труа́-виза́ж | переулок Трёх лиц | 1782 | По уличной вывеске. |
| Port des Tuileries        | пор дэ тюильри́      | порт Тюильри      | 1905 | По названию набережной Тюильри. |
| Quai des Tuileries        | ке дэ тюильри́       | наб. Тюильри      | 1731 | По королевскому дворцу Тюильри, строившемуся в 1564—1867 годы, сгоревшему в 1871 и снесённому в 1883 годах.                                                                                        |
| Rue de Turbigo            | рю дё тюрбиго́       | ул. Турбиго       | 1864 | В честь победы французов в сражении с австрийцами 3 июня 1859 года у итальянского города Турбиго в Ломбардии в ходе Австро-итало-французской войны, ставшей второй войной за независимость Италии. |

#### V
| Place de Valois           | пляс дё валуа́       | пл. Валуа          | 1784     | Носит имя герцога Валуа — первого сына Филиппа Эгалите, которому принадлежал прилегающий Пале-Рояль. |
| Rue de Valois             | рю дё валуа́         | ул. Валуа          | 1784     | См. выше. |
| Rue Vauvilliers           | рю вовийе́р          | ул. Вовийера       | 1864     | В честь эллениста Жана-Франсуа Вовийера (1737—1801), эмигрировавшего от революции в Россию, где он и умер. |
| Cour Vendôme              | кур вандо́м          | Вандомский двор    | 1934     | По соседней Вандомской площади. |
| Place Vendôme             | пляс вандо́м         | Вандомская площадь | XVII век | По названию особняка (l’Hôtel de Vendôme; 1603), предшествовавшего нынешнему (1723) и полученного Сезаром де Бурбон, герцогом Вандомским (1594—1665) в качестве приданого от жены Франсуазы Лотарингской (1592—1669). |
| Rue de Ventadour          | рю вантаду́р         | Вантадурская ул.   | 1673     | По имени хозяина земли — герцога Вантадур (1647—1717). |
| Passage Vérité            | паса́ж веритэ        | проулок Правда     | 1796     | В конце XVIII века — место продажи газет. |
| Galerie Véro-Dodat        | галери́ веро́-дода́    | пассаж Веро-Дода   | 1826     | По имени двух колбасников Benoît Véro и Dodat, открывших в 1826 году этот пассаж, остававшийся популярным вплоть до 1865 года.                                                                                        |
| Rue de Viarmes            | рю дё вьярм         | Виармская ул.      | 1765     | По имени главы парижских купцов шевалье де Виарма (1702—1775). |
| Place des Victoires       | рю дэ виктуа́р       | площадь Побед      | 1685     | Площадь создавалась во славу побед Людовика XIV. |
| Avenue Victoria           | авеню́ викторья́      | пр-т Виктории      | 1855     | По поводу посещения Парижа английской королевой Викторией в августе 1855 года. |
| Rue Villedo               | рю вильдо́           | ул. Вильдо         | 1650     | По имени королевского архитектора Мишеля Вильдо (1580—1650), основавшего эту улицу. |
| Rue du Vingt-Neuf-Juillet | рю дю ван-нёф-жюийе́ | ул. 29-го июля     | 1830     | Улица du Duc-de-Bordeaux переименована в память третьего дня Июльской революции 1830 года. |
| Galerie Vivienne          | галери́ вивье́н       | пассаж Вивьен      | 1825     | См. ниже. |
| Rue Vivienne              | рю вивье́н           | Вивьеновская ул.   | 1634     | По знатной династии Вивьен (Vivien), чьё имя сразу же оформили как женское (Vivienne), — как и положено было называться улице по обычаям XVII века.                                                                   |
| Rue Volney                | рю вольнэ           | ул. Вольнея        | 1879     | В честь философа графа Вольнея (1757—1820). |

### Пешеходная зона Пале-Рояля
Пешеходная зона Пале-Рояля включает:
- Galerie de Beaujolais
- Galerie de Chartres
- Galerie de la Cour-d’Honneur
- Galerie du Jardin
- Galerie de Montpensier
- Galerie de Nemours
- Galerie d’Orléans
- Galerie des Proues
- Galerie du Théâtre-Français
- Galerie de Valois
- Passage de la Cour-des-Fontaines
- Passage de Montpensier
- Passage du Perron
- Passage de Valois